# Hipposideros marisae
Hipposideros marisae — є одним з видів кажанів родини Hipposideridae.

## Поширення
Країни поширення: Кот-д'Івуар, Гвінея, Ліберія. Це низовинний вид, що мешкає від рівня моря до 650 м над рівнем моря. Здається, пов'язаний з непорушеними вологими тропічними лісами. Місцями спочинку є природні печери, валунні печери і нависаючі скелі.

## Загрози та охорона
Цей вид знаходиться під загрозами загальної вирубки лісів, видобутку корисних копалин і порушення печер. Він присутній в англ. Mount Nimba Strict Nature Reserve World Heritage Site.